# 大韓民国におけるLGBTの権利
大韓民国（韓国）では、男性間および女性間の性的行為は軍を除き違法とはされていない。
但し、レズビアン（女性同性愛者）、ゲイ（男性同性愛者）、バイセクシャル（両性愛者）、トランスジェンダー（性同一性障害者）といった通称「LGBT」の人々には、非LGBTの人々にはない法的課題が存在し、同性カップルや、同性カップルを長とする家族に対しては異性間のカップルが享受できる同等の法的保護を得ることができない。

## 概要
大韓民国憲法および韓国の刑法では同性愛に対して特に言及した条項はない。
「国家人権委員会法第31条」には「いかなる個人も性的指向に基づく差別にさらされてはならない」と規定されている。
しかしながら、韓国軍刑法の第92条では「同性間の性行為はセクシャルハラスメントとして最長1年間の懲役」と規定されている。同法では、「行為者間の同意の有無」は問わない。同意の上での行為については 「상호강간」 (RR式ローマ字:Sanghoganggan、 漢字: 相互强姦)として犯罪とされてきた。しかしながら、韓国軍法会議は2010年に、「同性愛は個人の問題としてこの法律を無効とする」取り扱いを決めた。この取り扱いは最高裁判所の裁判案件となったが、未だ決定されていない。
韓国国内のトランスジェンダーの人々は、20歳以上で性別適合手術の実施が認められており、公的書類の性別変更も可能だ。ハ・リスは韓国国内で最初のトランスジェンダー芸能人となり、2002年には法的な性別変更も認められた（韓国で2例目）。
韓国は、同性愛を「ソドム」(『旧約聖書』に登場する背徳の都市の一つ、転じて「背徳」の象徴)として罪悪視してきたキリスト教が最大宗派であり、特に保守的で右翼的な思想を掲げる教会が政治家にロビー活動を行なっていること（→韓国のキリスト教）、儒教的思想も浸透しているといった特有の社会風土などが影響し、同性愛には不寛容な社会だとされる。
近年まで同性愛が注目されることは殆どなかったが、マスメディアにおける同性愛をテーマにしたエンターテイメントの登場、洪錫天をはじめとした著名人のカミングアウトなどにより、徐々にではあるが変化しつつある。しかしながら、韓国国内のゲイやレズビアンが、家族や友人、職場などに自身のセクシュアリティについて語るのは困難なことも多いとされ、余り行なわれていないのが現状とされる。

## メディア
韓国初のゲイ雑誌『Buddy』が1998年に創刊され、2005年には、王と道化師の恋愛を描いた映画『王の男』が公開された。『王の男』以降、韓国社会ではタブーだった同性愛が徐々に公然化し始め、ゲイをテーマにしたコマーシャルなども制作されるようになった。
因みに『王の男』は『シルミド』や『ブラザーフッド』と並ぶ国内興行収益を上げた。その他の同性愛を描いた映画には、2006年釜山国際映画祭上映作品でイソン・ヒイル監督作品の『後悔なんてしない』、2008年の『霜花店（サンファジョム） 運命、その愛』などがある。
韓国のテレビ番組でもゲイのキャラクターを登場させるものが出現してきている。2010年のテレビドラマ『美しき人生』はプライムタイムのドラマで初めて、ゲイカップルの関係を描いた。同年には、ゲイを装う異性愛男性が女性と恋に落ちるドラマ『個人の趣向』が放送された。その他、2008年には『Coming Out』という、ゲイ俳優ホン・ソクチョン（홍석천）とストレートの女優が、ゲイ男性のカウンセリングを行なう番組が放送された。
オープンリーゲイのエンターテナーとして、トランス・ウーマン（ニューハーフ）のモデルで女優のハ・リス、俳優のホン・ソクチョンらが挙げられる。ホンは2000年にカミングアウトをしたことがもとで事実上職を失ったものの、その後芸能界に復帰しつつある。彼はゲイの権利擁護に関する講演会などにも出席している。
人気俳優でオープンリーゲイであったキム・ジフ（김지후）は、2008年10月に遺体で見つかった。ゲイ・バッシングを受けていたとされ、警察の捜査では自殺とされた。

## 軍務
韓国は徴兵制度により男性の軍務が義務化されている。韓国軍への志願兵は入隊前に「心理学テスト」が行なわれ、その中には「性的な指向性を図る質問」も含まれている。現役勤務する同性愛者の隊員は「人格障害」や「行動障害」に区分され、施設収容または除隊させられる可能性がある。これらの処遇、同性間の性行為は韓国軍刑法のわいせつな行為罪によって現在違法とされている。この問題は最高裁判所による判断待機状態となっている。この規定は違憲ではないかと何度か裁判が起こされているが、2016年7月時点では合憲と判断されている。
「ゲイ軍人の不名誉除隊処分」の問題については、韓国が「良心的兵役拒否」を容認していないことや、韓国企業が入社にあたって求人採用の条件として「軍務の満了」を要求していることなどの社会的圧力の存在などが列挙されている。軍の記録上では同性愛を理由に除隊となった場合でも「精神障害」として記録される場合がある。

## トランスジェンダー
韓国最高裁判所は、性別適合手術の受診条件を20歳以上かつ独身で子供のない者と定めている。2006年6月、最高裁判所は性別適合手術を終えた者に法的書類上の性別変更を認める決定を行なった。この決定によって全ての公共団体や政府の管理する記録などの性別の変更を求めることが可能となった。

## 社会
韓国社会では同性愛をタブーとする考えが根強く、公の場で同性愛者であることをオープンにすることは少ない。

### ゲイクラブ
また韓国国内にいわゆる「ゲイクラブ」は多くはないが、ロンドンを基盤にゲイクラブを営業する Tim Kim の店が有名である。同性愛者に関連する店舗は首都ソウルの歴史地区鍾路区や大学が密集している新村、外国人の多い梨泰院などの都市部に密集している。釜山などの大都市にも独自のLGBT文化がある。

### プライド・パレード
2015年以降、ソウルを始めとした各都市で「クィア祝祭」が開催されている。しかし開催を巡り、イベントそのものに反対する保守的なキリスト教団体との対立が毎年のように発生しており、特に2023年の「ソウル・クィア・カルチャー・フェスティバル」では、毎年開催場所としてきたソウル広場で、同日に同一場所にてキリスト教系団体が対抗集会を開催するために同時に集会申告を提出したため、ソウル市はソウル・クィア・カルチャー・フェスティバル側の申請を不許可とした。また、2022年以降広域自治団体の首長に保守系政党出身者が相次いで就任し、各地で自治体との対立も起きている。

## 用語
韓国語で「同性愛者」は「동성애자」（ローマ字:Dongseong'aeja、漢字: 同性愛者）と表す。政治的用語としては「동성연애자」(Dongseong'yeonaeja、同性戀愛者)が正しい。しかしながら韓国国内の同性愛者の間では「이반인」  (Ibanin、異般人または二般人) という言葉が使われ、「이반」(Iban、異般)と短く省略されることもある。また英語を元にした単語も使われ、レズビアンは「레즈비언」(Rejeubieon)、ゲイは「게이」(Gei)、クィアは「퀴어」(Kwieo)、トランスジェンダーは「트랜스젠더」(Teuraenseujendeo) とそれぞれ表現される。

## 検閲問題
韓国政府は2001年から2003年にかけて情報通信部の機関である「情報通信倫理委員会(정보통신윤리위원회)」を通じて、インターネット上の同性愛に関連するウェブサイトの検閲を行っていた。現在では廃止となっている。

### 関連書籍
- From 50 to 1,500: Korea Queer Culture Festival turns 10 by Matt Kelley Fridae.com. June 16, 2009
- South Korea's legal trans-formation by Matt Kelley and Mike Lee Fridae.com. May 29, 2009
- The deadly reality of South Korea's virtual world by Matt Kelley and Mike Lee Fridae.com. October 17, 2008
- 2 openly gay, trans South Korean actors commit suicide by Matt Kelley Fridae.com. October 9, 2008
- Seoul's spring forecast: More visibility for Korea's queers by Matt Kelley Fridae.com. June 3, 2008
- South Korea sees first openly gay politician, but challenges persist for the nation's lesbians by Matt Kelley Fridae.com. March 18, 2008
- Seoul policeman comes out, fights prejudice by News Editor Fridae.com. January 11, 2008
- Exclusion from non-discrimination bill mobilises Korea’s LGBT community by Matt Kelley Fridae.com. November 23, 2007
- 2007 Seoul LGBT film festival, june 6 to 10 by News Editor Fridae.com. June 6, 2007